# August Horch
August Horch (Winningen, 1868. október 12. – Münchberg, 1951. február 3.) német mérnök és az autógyártás úttörője, az Audi alapítója.

## Fiatalkora
A poroszországi Winningenben született. Eredetileg kovácsnak tanult. Mérnöki diplomájának megszerzését követően a hajógyártásban dolgozott. 1896-tól Karl Benz munkatársa volt, mielőtt 1899 novemberében megalapította a A. Horch & Co. vállalatot a kölni Ehrenfeldben.

## Autóipar
Az első Horch-autót 1901-ben építették. 1902-ben Horch Reichenbachba, majd 1904-ben Zwickauba költözött. 1909-ben egy jogi vitát követően kiszállt a cégből, és megalapította a konkurens Horch Automobil-Werke GmbH vállalatot. Egy névjogi vitát követően kénytelen volt elhagyni a Horch nevet, új manufaktúrájának az Audi Automobilwerke GmbH nevet adta.

## Az Audi után
Horch 1920-ban elhagyta az Audit, és Berlinbe ment, ahol másfajta munkákat végzett. 1937-ben adta ki önéletrajzát Autókat Építettem (Ich Baute Autos) címmel, valamint dolgozott még az Auto Union-nál, az Audi Automobilwerke GmbH utódjánál is. Megkapta a Zwickau tiszteletbeli polgára címet, valamint mind Zwickauban, mind születési helyén, Winningenben utcát neveztek el autómárkája után. A Braunschweig Műszaki Egyetem tiszteletbeli professzora címét is megkapta.

## Galéria

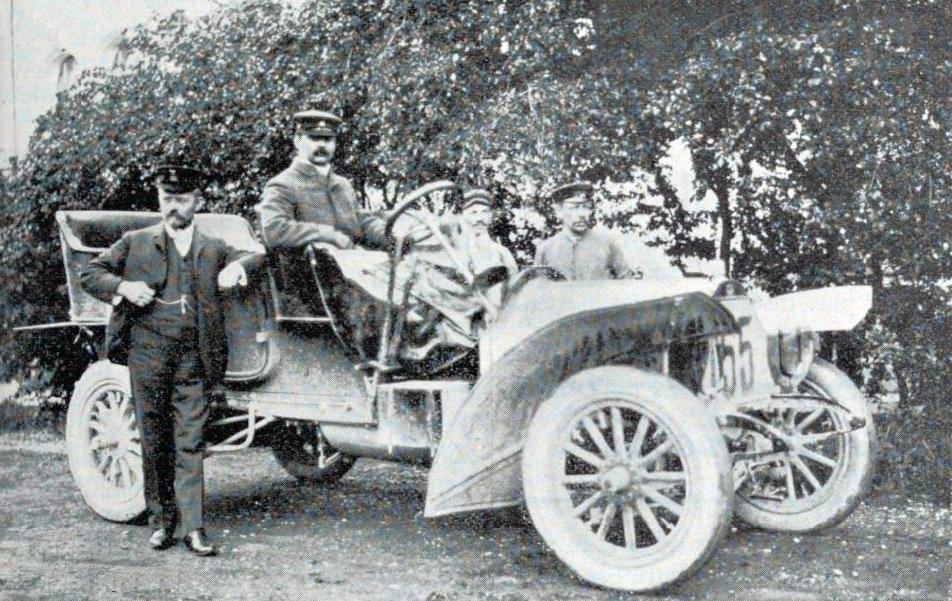
1906-ban Horch és Dr. Stoess Rudolf megnyerték a Herkomer Trial nevű versenyt
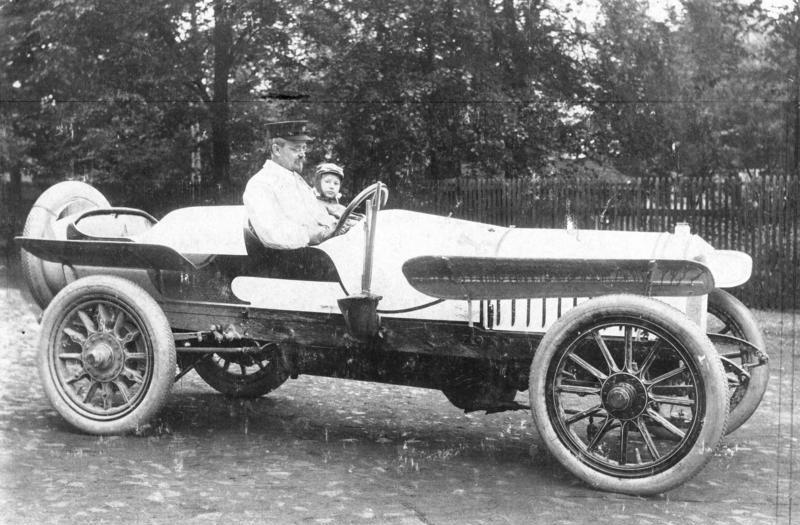
August Horch egyik automobiljában, 1908
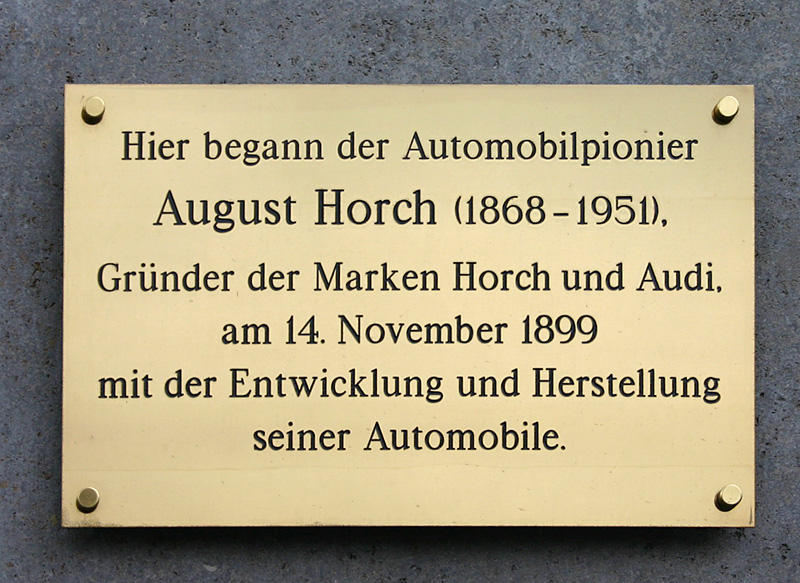
Emléktáblája Kölnben
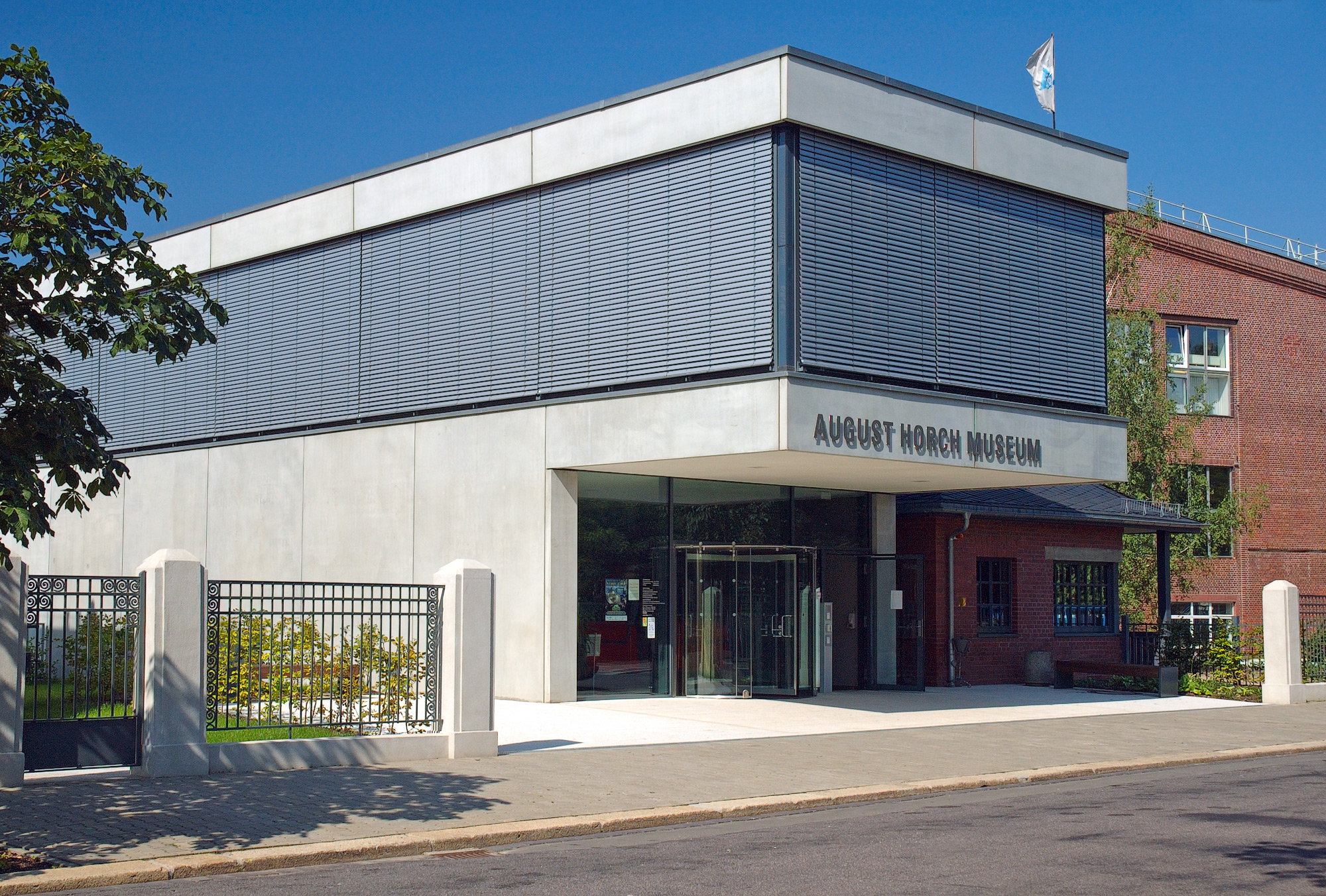
August Horch Museum (Zwickau)